# Republik Komańcza
Die Republik Komańcza (ukrainisch Команчанська Республіка) war ein von November 1918 bis Januar 1919 nach dem Zusammenbruch der Habsburgermonarchie existierendes lemkisches Gemeinwesen in den Karpaten.

## Geschichte

### Vorgeschichte
Die Lemken sind eine regionale Volksgruppe in den nördlichen Abhängen der Karpaten in der ehemaligen Provinz Galizien. Die meisten von ihnen waren griechisch-katholischen Glaubens. Viele Lemken betrachteten sich als eine Untergruppe des ukrainischen Volkes und identifizierten sich daher mit der ukrainischen nationalen Sache. Am 1. November 1918 wurde in Lwiw die Westukrainische Volksrepublik (SUNR) ausgerufen. Darauf organisierte der griechisch-katholische Pater Pantelejmon Schpylka aus Wisłok Górny (Kreis Sanok) ein Treffen und schlug vor, dass ähnliche Bemühungen im Kreis beginnen sollten. Am folgenden Tag trafen sich über 70 Delegierte, die mehr als 30 benachbarte lemkische Dörfer vertraten, in Komańcza.

### Gründung
Die Delegierten etablierten am 4. November 1918 den Ukrainischen Nationalen Kreisrat. Zur Organisation der lokalen Behörden wurde ein elfköpfiger Vorstand unter Schpylkas Vorsitz gewählt. Die Schaffung mehrerer Ministerien wurde angekündigt und in allen Schulen wurde die ukrainische Unterrichtssprache eingeführt. Binnen weniger Tage nahm die Justizbehörde, die im Namen der Ukrainischen Republik Urteile fällte, ihre volle Arbeitsfähigkeit auf. In Schpylkas Haus wurden neue öffentliche Ausschüsse eingerichtet, die Steuern und Zölle festlegten. Die Einwohnerzahl der Republik betrug 18.000.
Eine örtliche Miliz wurde gegründet, die größtenteils aus Männern bestehen sollte, die aus der österreichischen Armee zurückkehrten und über militärische Ausbildung und Kampferfahrung verfügten. Andrij Kyr aus Komańcza, ein ehemaliger Unteroffizier der österreichischen Armee, wurde zum Kommandeur der Miliz gewählt. Ende November 1918 zählte die Miliz der Republik verschiedenen Schätzungen zufolge 800 bis 1000 Mann. Der Führung der Republik gelang es im Dezember 1918 die Ankunft von zwölf ukrainischen Unteroffizieren aus Budapest zu arrangieren. Diese stammten ursprünglich aus dem Lemkenland und befanden sich in kollektiven Demobilisierungspunkten. Der ukrainische Konsul in der ungarischen Hauptstadt, Jaroslaw Biberowytsch, spendete 10.000 Kronen für ihren Erhalt. Die Miliz wehrte im November und Dezember 1918 vereinzelte Vorstöße unorganisierter polnischer Legionäre ab.

### Auflösung
Die Republik Komańcza proklamierte ihre Treue zur SUNR und der Plan war, sich mit ihr zu vereinigen. Im Zuge des Polnisch-Ukrainischen Kriegs nahm die polnische Armee Wisłok am 23. Januar 1919 ein. Der Sitz des Rates, Komańcza, fiel am folgenden Tag. Mehrere Angehörige der Miliz starben im Kampf, andere wurden gefangen genommen und erschossen. Der Gemeindepfarrer Mychajlo Kril wurde verhaftet und in ein Konzentrationslager bei Krakau deportiert.